# Étybenzatropine
L'étybenzatropine ou éthylbenzatropine est un anti-cholinergique utilisé comme médicament anti-maladie de Parkinson. C'est un dérivé de la benzatropine.